# Under The Iron Sea
Under The Iron Sea (en español: Bajo el mar de hierro) es el segundo álbum de estudio de la banda británica de rock alternativo Keane. Fue producido por el grupo y por Andy Green, y es la continuación del aclamado Hopes and Fears. Considerado uno de los mejores álbumes británicos y de la historia, salió a la venta el 12 de junio de 2006 a nivel mundial, salvo en Estados Unidos y en Canadá, donde se publicó el 20 de junio. Debutó en cuarto puesto puesto del Billboard 200, vendiendo 75 000 copias en su primera semana de ventas. Ha sido etiquetado con un sonido más oscuro, triste e introspectivo que Hopes and Fears. Tiene un sonido más rock alternativo clásico sin dejar del lado el piano rock y britpop característicos del álbum anterior. Ha vendido más de tres millones de copias.

## Información general
Después de su trabajo en Hopes and Fears, la banda ofrece un nuevo álbum de estudio en el que hablan sobre la falta de ubicación de una generación, además surge de las propias preguntas y curiosidades de la banda sobre las relaciones de la vida, todo esto plasmado con sonidos más audaces y electrónicos que su pasada producción.
La banda ha opinado acerca del álbum:

En las canciones hemos creado una especie de siniestro cuento de hadas que acaba mal, un sentimiento de confusión y aletargamiento representado por un oscuro lugar que se encuentra debajo de un impenetrable mar de hierro.

El nombre del álbum sale de la letra de la canción "Crystal Ball" en una parte donde dice: I lost my heart, I buried it too deep; under the iron sea.
'Nothing In My Way', 'Try Again' y 'Hamburg Song' debutaron en 2005 durante la gira. 'Is It Any Wonder', 'Atlantic' y 'Crystal Ball fueron presentados en una actuación privada el pasado 5 de abril de 2006.
El primer tema, 'Atlantic', es un lanzamiento hecho el 25 de abril solo disponible por descarga desde Internet. Irvine Welsh, autor de la novela "Trainspotting", ha dirigido el videoclip, que incluye a la banda en una playa de Sussex. "Is It Any Wonder?" fue el siguiente sencillo lanzado ya en formato CD.
La canción favorita de Tom Chaplin sin arreglos de estudio es "Crystal Ball", que según los compositores está inspirada en Morrisey.

## Lista de canciones
Todas las canciones han sido escritas por Tim Rice-Oxley (principal compositor), Tom Chaplin y Richard Hughes. En algunas versiones del disco vienen Put It Behind You y The Iron Sea en un solo tema.

| Edición de Reino Unido |                     |          |  |
| N.º                    | Título              | Duración |  |
| 1.                     | «Atlantic»          | 4:13     |  |
| 2.                     | «Is It Any Wonder?» | 3:06     |  |
| 3.                     | «Nothing In My Way» | 4:00     |  |
| 4.                     | «Leaving So Soon?»  | 3:59     |  |
| 5.                     | «A Bad Dream»       | 5:06     |  |
| 6.                     | «Hamburg Song»      | 4:37     |  |
| 7.                     | «Put It Behind You» | 3:37     |  |
| 8.                     | «The Iron Sea»      | 2:56     |  |
| 9.                     | «Crystal Ball»      | 3:54     |  |
| 10.                    | «"Try Again"»       | 4:27     |  |
| 11.                    | «Broken Toy»        | 6:08     |  |
| 12.                    | «The Frog Prince»   | 4:22     |  |

| Pista Extra para Japón y iTunes |                |          |  |
| N.º                             | Título         | Duración |  |
| 13.                             | «Let It Slide» | 4:12     |  |

| Versión Internacional |                                  |          |  |
| N.º                   | Título                           | Duración |  |
| 1.                    | «Atlantic»                       | 4:13     |  |
| 2.                    | «Is It Any Wonder?»              | 3:06     |  |
| 3.                    | «Nothing In My Way»              | 4:00     |  |
| 4.                    | «Leaving So Soon?»               | 3:59     |  |
| 5.                    | «A Bad Dream»                    | 5:06     |  |
| 6.                    | «Hamburg Song»                   | 4:37     |  |
| 7.                    | «Put It Behind You/The Iron Sea» | 6:33     |  |
| 8.                    | «Crystal Ball»                   | 3:54     |  |
| 9.                    | «"Try Again"»                    | 4:27     |  |
| 10.                   | «Broken Toy»                     | 6:08     |  |
| 11.                   | «The Frog Prince»                | 4:22     |  |

## Listas de popularidad y ventas
| País                 | Máxima posición | Ventas   | Certificación |
| -------------------- | --------------- | -------- | ------------- |
| Reino Unido          | #1              | 820 000+ | 2x Platino    |
| Reino Unido (iTunes) | #1              | N/A      | N/A           |
| Ecuador              | #1              | 10 000   | Platino       |
| Países Bajos         | #1              | 35 000   | Oro           |
| Suiza                | #2              | 15 000   | Oro           |
| Argentina            | #3              | 20 000   | Oro           |
| Bélgica              | #3              | N/A      | N/A           |
| Alemania             | #3              | N/A      | N/A           |
| México               | #3              | N/A      | N/A           |
| Noruega              | #3              | N/A      | N/A           |
| Portugal             | #3              | 20 000+  | Platino       |
| España               | #3              | 40 000+  | Oro           |
| Austria              | #4              | N/A      | N/A           |
| Suecia               | #4              | N/A      | N/A           |
| Estados Unidos       | #4              | 280 000  | N/A           |
| Dinamarca            | #5              | N/A      | N/A           |
| Nueva Zelanda        | #5              | N/A      | N/A           |
| Canadá               | #7              | N/A      | N/A           |
| Finlandia            | #8              | N/A      | N/A           |
| Francia              | #8              | 65 100   | N/A           |
| Italia               | #10             | 20 000   | N/A           |
| Australia            | #16             | N/A      | N/A           |
| Hungría              | #21             | N/A      | N/A           |
| Polonia              | #69             | N/A      | N/A           |
| Colombia             | #90             | 5000+    | N/A           |
| Brasil               | N/A             | 24 000   | N/A           |
| Chile                | N/A             | 7500     | Oro           |

## Personal
Keane
- Tom Chaplin – voz, órgano, piano de distorsión, guitarras. Piano (en "Broken Toy")
- Tim Rice-Oxley – piano, bajo, teclados, sintetizadores, coros.
- Richard Hughes – batería, percusión

Adicional
- Andy Green – programación y grabación
- Sanna Annukka – diseño de tapa

## Trivia
- La portada fue diseñada por la artista finesa Sanna Annuka Smith.[5]
- El sonido de la guitarra aparece en este disco por medio del teclado de Tim Rice-Oxley, usando un pedal de efectos especiales.